# (13268) Trevorcorbin
(13268) Trevorcorbin (1998 QS34) – planetoida z pasa głównego asteroid okrążająca Słońce w ciągu 4,18 lat w średniej odległości 2,59 j.a. Odkryta 17 sierpnia 1998 roku.